# Odynerus cnemophilus
Odynerus cnemophilus är en stekelart som beskrevs av Cameron. Odynerus cnemophilus ingår i släktet lergetingar, och familjen Eumenidae. Inga underarter finns listade i Catalogue of Life.